# Auroro Borealo
Auroro Borealo, pseudonimo di Francesco Roggero (Brescia, 9 ottobre 1984), è un cantautore italiano.

## Biografia
Attivo come musicista e frontman in diversi gruppi musicali agli inizi degli anni 2000 tra cui Il Culo di Mario (assieme ad Alessandro Mannucci), Superamici dell'Ochetta Sbarazzina e i Da Rozzo Criù, nel 2017 inizia la carriera da solista pubblicando con lo pseudonimo di Auroro Borealo. Il 9 ottobre 2017 esce il suo album di debutto Singoloni, a cui segue una serie di concerti in Italia  e la tournée Vieni con me a vedere l'Auroro Borealo Tour.
L'8 marzo 2018 esce il suo secondo album chiamato Sappi che ti ho sempre voluto bene, dal quale vengono estratti i singoli Vecchi che urlano, Villano, Trentenni pelati e Il cielo in una stronza. A maggio dello stesso anno partecipa al MI AMI Festival e all'Albori Festival. In seguito dall'autunno 2018 intraprende una tournée italiana.
Il 1º aprile 2019 esce il suo terzo album chiamato Adoro Borealo, contenente diverse collaborazioni tra cui Ruggero de I Timidi., Johnson Righeira, Gianfranco Manfredi, Annie Mazzola, Carlo Pastore e i Punkreas. A maggio dello stesso anno si esibisce al Big Bang Music Fest e per la seconda volta prende parte al MI AMI Festival 2019. A giugno si esibisce all'Alibi Summer Fest 2019. Il 21 novembre 2019 partecipa alla trasmissione Viva RaiPlay!. A dicembre 2019 si esibisce all'Hiroshima di Torino e a Bologna. A fine 2019 intraprende un tour sul territorio nazionale chiamato Specialone Tour.
Il 1º gennaio 2020 viene pubblicato il quarto disco, intitolato Implacabile. Il 25 gennaio si esibisce all’Alcatraz di Milano insieme ai Punkreas. Nel 2020 fonda l'etichetta discografica Talento insieme a Luca Di Cataldo dei Weird Bloom. Per la stessa etichetta i due pubblicano anche un album insieme sotto lo pseudonimo di Sumeri.
Il 1º aprile 2022 pubblica il primo disco italiano pensato per TikTok; il disco si chiama EH, è prodotto da Giancane, contiene 5 tracce e dura esattamente 3 minuti. Nello stesso mese intraprende un tour sul territorio nazionale chiamato Assembramento Tour.
L'8 marzo 2023 pubblica il suo quinto disco, Aurora Boreale, dal quale vengono estratti i singoli Ti amo, Brutto dappertutto e Cologno Lord. Ad aprile dello stesso anno intraprende un tour nazionale chiamato Tour NON negli stadi.
Il 25 Maggio 2024 porta in scena al MI AMI festival un musical intitolato Auroro: il musical, in cui interpreta un trentenne pelato fascista che si innamora di un ambientalista interpretato da Martelli. Al musical partecipa un cast di 20 comparse e ospiti speciali tra cui Simone Panetti e Ruben Camillas.
il 27 gennaio 2025 finanzia con successo tramite la piattaforma Kickstarter una replica del musical al teatro Martinitt di Milano.
Parallelamente al percorso da cantautore coltiva diverse attività legate alla divulgazione: dal 2006 è caporedattore e social media manager del sito Orrore a 33 giri.
Nel 2011 crea il canale YouTube Literal Italia, pubblicando numerose versioni letterali di videoclip celebri.
Nel 2018 apre la pagina Instagram Libri Brutti in cui raccoglie libri brutti, assurdi e poco noti e nel 2022 intraprende un tour di spettacoli sul territorio nazionale chiamato Auroro Borealo legge Libri Brutti. Da marzo 2024 inizia a registrare il podcast Libri Brutti insieme a Carlotta Sanzogni e Massimo Fiorio.
Nel 2021 crea e conduce insieme a Livia Satriano il podcast Nascostify, in cui scopre e racconta le perle musicali italiane del presente e del passato che su Spotify abbiano meno di 1000 ascoltatori mensili.
Nel settembre del 2023 e nel settembre del 2024 partecipa alle serate finali del concorso Musica da Bere in veste di presentatore.

## Discografia

### Album in studio
- 2017 – Singoloni
- 2018 – Sappi che ti ho sempre voluto bene
- 2019 – Adoro Borealo
- 2020 – Implacabile (con I Capelli Lunghi Dietro)
- 2023 – Aurora Boreale

### EP
- 2022 – EH

### Singoli
- 2017 – Poveri ma poveri
- 2018 – Vecchi che urlano
- 2018 – Villano
- 2018 – Trentenni pelati
- 2018 – Orinoco Flow
- 2018 – Vola mio mini pony
- 2019 – Sbucciami (con Tunonna)
- 2018 – Il cielo in una stronza
- 2018 – Pretofilo (con The Van Houtens)
- 2019 – Atti pubblici in luogo osceno (con Diva)
- 2019 – Sessone (con Ruggero de I Timidi)
- 2019 – Soldi (con I Capelli Lunghi Dietro)
- 2019 – Gli occhi del mio ex (con Ariele Frizzante)
- 2019 – Polpette Reggae (con Angelica)
- 2019 – Urlando CTRL-C (con Greg Dallavoce)
- 2019 – Venezia è una città bellissima (ma non ci vivrei mai) (con Johnson Righeira)
- 2020 – Milano Manguste Feroci (con I Capelli Lunghi Dietro)
- 2020 – Soldi (con I Capelli Lunghi Dietro)
- 2020 – Natalone (con Ruggero de I Timidi)
- 2022 – La Papessa e il Papa Punk (con Maria Sole)
- 2023 – Ti amo
- 2023 – Brutto dappertutto
- 2023 – Cologno Lord (con Le Feste Antonacci)
- 2023 – Vamos a la playa